# Połoński Wierch
Połoński Wierch (też: Szeroki Łan; 688 m n.p.m.) – szczyt we wschodniej części Beskidu Niskiego.
Wznosi się w pasemku Połońskiego Wierchu i Rzepedki, stanowiącym przedłużenie właściwego Pasma Bukowicy poza dolinę Płonki w kierunku południowo-wschodnim i schodzącym ku dolinie Osławy w Szczawnem. Jest najbardziej na północ wysuniętym szczytem tego pasemka. Od zachodu ogranicza go dolina potoku Płonka, natomiast od wschodu – dolinka potoku Wyzbór, jego prawobrzeżnego dopływu.
Zachodnie i północno-zachodnie stoki góry należą do katastru nieistniejącej już wsi Przybyszów, natomiast wschodnie – do wsi Płonna.
Wierzchołek wyraźny, dość ostry. Stoki słabo urzeźbione, jedynie po stronie wschodniej w dolnych partiach pocięte dolinkami drobnych cieków wodnych. Szczyt, stoki zachodnie i częściowo północne pokryte rozległymi łąkami. Stoki wschodnie i południowe zalesione.
Na szczyt nie prowadzą żadne znakowane szlaki turystyczne. Tym niemniej jest on łatwo dostępny z doliny Płonki i czasem odwiedzany dla widoku ku północy, na Pogórze Bukowskie, często podczas wędrówki grzbietowej przez Rzepedkę. Od strony północnej wyprowadza nań obecnie narciarski wyciąg orczykowy (tzw. "wyciąg w Karlikowie": długość 1126 m, różnica wzniesień 188 m, dolna stacja nad drogą w dolinie Płonki, górna pod samym wierzchołkiem). Wzdłuż trasy wyciągu wytyczone są i utrzymywane w zimie dwie trasy zjazdowe.